# مات ويبستر
مات ويبستر (من مواليد 25 أبريل 1992) هو لاعب كرة قدم كندي محترف في فريق تورنتو أرجونوتس من الدوري الكندي لكرة القدم ويشغل خطة ظهير دفاعي ولعب مع الفريق لمدة ثلاثة مواسم. فاز بأول بطولة له في غاري كاب في عام 2017 . ولعب لفريق كوينز غايلز

## روابط خارجية
- ملف تعريف تورونتو أرجونوتس